# Marcia dei Blanketeers
La Marcia dei Blanketeers o Blanket March, fu una manifestazione organizzata a Manchester nel marzo 1817. L'intenzione dei partecipanti, che erano principalmente operai di industrie tessili del Lancashire, era quella di marciare verso Londra per presentare una petizione al Principe Reggente Giorgio IV sulla situazione disperata dell'industria tessile nel Lancashire e per protestare contro la recente sospensione della legge sull'Habeas Corpus. La protesta fu interrotta violentemente e i suoi leader imprigionati. La marcia fu parte di una serie di proteste e richieste di riforma che culminarono nel 1819 con il massacro di Peterloo e i Six Acts.

## I fatti
Il 10 marzo 1817 circa 5.000 marciatori, principalmente filatori e tessitori, si riunirono a St. Peter's Field, vicino a Manchester, insieme a una grande folla di curiosi, forse fino a 25.000 persone in totale. Ognuno di loro aveva una coperta o un tappeto arrotolato sulla schiena, per dormirci durante la notte e per indicare che si trattava di un lavoratore del settore tessile, blankeeter, dando alla marcia il suo soprannome finale. Il piano prevedeva che i marciatori camminassero in gruppi separati di dieci, per evitare qualsiasi accusa di assembramento illegale di massa. Ogni gruppo portava una petizione con venti nomi, che si appellava direttamente a Giorgio IV affinché prendesse misure urgenti per migliorare il commercio del cotone nel Lancashire. Gli organizzatori, Samuel Drummond e John Bagguley., sottolinearono l'importanza di un comportamento legale durante la marcia, e Drummond dichiarò: "Faremo capire loro che non vogliamo sommosse e disordini, vogliamo il pane e ci rivolgeremo al nostro nobile Principe come un bambino si rivolgerebbe al padre per avere il pane".
Tuttavia, il raduno fu interrotto dai Dragoni del Re e 27 persone furono arrestate, tra cui Bagguley e Drummond. Nonostante questo, si misero in marcia diverse centinaia di uomini partirono. La cavalleria li inseguì e li attaccò, ad Ardwick, alla periferia di Manchester, e altrove: diversi uomini furono feriti e molti fugggirono o furono arrestati prima di raggiungere il Derbyshire.